# Hisashi Sakaguchi
Hisashi Sakaguchi (坂口尚, Sakaguchi Hisashi; 5 de maio de 1946 – 22 de dezembro de 1995) foi um artista japonês que produziu mangás e desenhos animados. Ele iniciou sua carreira trabalhando com animes, na equipe de Osamu Tezuka. A partir dos anos 1970, passou a se dedicar mais aos mangás e no final dessa década, fez parte de um movimento, conhecido como new wave, de renovação dos mangás junto com autores como Katsuhiro Otomo.
As três principais obras do quadrinista são Ishi no Hana (Flores de Pedra, 1983-1986), Version (1989-1991) e Ikkyu (1993-1995). Sakaguchi morreu logo após terminar Ikkyu, em 1995, aos 49 anos.
Naoki Urasawa, criador de Monster e 20th Century Boys, diz que Sakagushi foi sua principal influência: “Meu sonho de criar uma obra como a de Sakaguchi ainda está longe de ser realizado. Resta apenas manter em mente que tenho que desenhar mangá de uma forma que nunca desobedeça às muitas coisas que as obras de Sakaguchi me ensinaram”.
Makoto Yukimura, autor de Planetes e Vinland Saga, também declara sua admiração: “A verdade é que, desde que li Ikkyu pela primeira vez, sempre quis criar um mangá como o de Hisashi Sakaguchi”.

## Vida e obra
Sakaguchi começou a trabalhar na equipe de Osamu Tezuka em 1963. Tinha então 17 anos. Seu talento logo foi reconhecido. Passou a ser um dos principais desenhistas da equipe e trabalhou em séries como Astro Boy, Kimba o Leão Branco e A Princesa e o Cavaleiro.  
Deixou a equipe de Tezuka em 1967 e dali em diante passou a trabalhar como freelancer para diversos estúdios e agências de publicidade. Chegou, nos anos 1960, a fazer alguns quadrinhos para gibis adolescentes, assinando como Hammer Sakaguchi. 
No ano de 1970, desenhou dois números do mangá Urufu Gai (escrito por Kazumasa Hirai), fez uma quadrinização de As Aventuras de Tom Sawyer de encomenda para a Kodansha, e um mangá em parceria com Osamu Tezuka, a quadrinização de Cleópatra, um desenho animado erótico de Tezuka. Mas seu trabalho mais pessoal eram histórias curtas, experimentais, para revistas de vanguarda, como a COM, criada por Tezuka.
Em paralelo, continuou a trabalhar para estúdios de animes. Em 1978, foi o escolhido por Osamu Tezuka para dirigir o ambicioso longa de animação Hyakumannen chikyū no tabi: Bander Book (A viagem de um milhão de anos: livro de Bander), um marco na história dos animes. Sakaguchi chefiou toda a equipe, criou o design dos personagens e cenários, e até mesmo parte dos storyboards, tarefa que Tezuka sempre fazia questão de reservar para si próprio. O resultado teve tanto sucesso que Tezuka encarregou Sakaguchi da direção e storyboards de mais um longa de animação: Fumoon (1980).
Sakaguchi poderia ter garantido um lugar entre os principais nomes da animação japonesa nos anos 1980. Era um sério candidato a herdeiro de Tezuka na área. Mas estava cada vez mais interessado em mangás. Era um espaço no qual podia realizar trabalhos mais pessoais e experimentar mais. “Existem muitos mangakas querendo ser poetas, mas Sakaguchi é um verdadeiro poeta. A poesia, as mensagens e os sentimentos que transbordam de suas obras são de primeira linha e autênticas”, escreveu Tezuka a respeito dos quadrinhos de Sakaguchi. Por isso, trabalhava sozinho e fazia histórias curtas. Mas em 1983 lançou Ishi no Hana (Flores de Pedra), um épico de 1.400 páginas a respeito da guerrilha antinazista na Iugoslávia. Em 1989, explorou o gênero ficção científica com outra grande saga: Version. 
E em 1993 começou a publicar Ikkyu, sua biografia em quadrinhos de uma das mais famosas personalidades da história do zen-budismo e da história do Japão: o monge Ikkyu (1394-1481). Ikkyu foi publicado em capítulos, na Afternoon, uma revista de quadrinhos adultos da Kodansha. Em 1996, meses depois da morte de Sakaguchi, Ikkyu ganhou o grande prêmio de excelência da Associação dos Desenhistas Japoneses.
Em 2023, a edição francesa de Ishi no Hana foi premiada no Festival de Angoulême.